# Lowieke Staal
Louis Staal (bijgenaamd "Lowieke Staal") (Hoboken, 14 mei 1903 – aldaar, 31 augustus 1991) was een Vlaams revueartiest, komiek en cabaretier.

## Biografie
Louis Staal leefde zijn hele leven in de Antwerpse deelgemeente Hoboken. Hij leed aan achondroplasie en was hierdoor slechts 1,27 meter groot.
Hij debuteerde in 1924 als revueartiest in de Antwerpse hippodroom en trad onder meer op met Jaak De Voght en ook met Kees Brug.
Zijn eeuwige bolhoed en sigaar maakten deel uit van zijn podiumact.
Met Jaak De Voght vormde hij een tijdlang het duo Madam Priet en Madam Praat.
In 1968 trok hij zich terug uit de showbizz.
In 1991 overleed Staal. Hij werd gecremeerd en uitgestrooid op de begraafplaats Schoonselhof in de Antwerpse deelgemeente Hoboken.

## Media

### Discografie
| Single met hitnotering(en) in de Vlaamse Ultratop 50 | Datum van verschijnen | Datum van binnenkomst | Hoogste positie | Aantal weken | Opmerkingen             |
| ---------------------------------------------------- | --------------------- | --------------------- | --------------- | ------------ | ----------------------- |
| Wij zijn Sinjoren                                    | onbekend              |                       |                 |              | samen met Jaak De Voght |

### Revue
- Madam Priet en Madam Praat
- 1935-1936 Hip! Hip! Hoera! In deze revue zong Louis Staal de wals Pierke de Eierboer
- 1937-1938 Onderuit ! was de 25e revue die Louis Staal speelde voor Rik Senten en dat werd gepast gevierd.

en nog vele andere in de Antwerpse Hippodroom

### Film
Louis Staal is gekend voor één filmrol in De verloofde uit Canada uit 1934. Hierin speelt hij een naar Canada uitgeweken volksjongen die nadat hij rijk is geworden, naar Antwerpen terugkeert om er zijn verloofde op te zoeken. De verloofde geeft echter de voorkeur aan een andere man.